# Кешишев, Константин Одиссеевич
Константин Одиссеевич Кешишев (20 мая 1945, Москва — 21 марта 2022, Москва) — советский и российский физик-экспериментатор, специалист в области физики низких температур и техники физического эксперимента, член-корреспондент РАН (1997). Лауреат Ленинской премии (1986).

## Биография
Родился 20 мая 1945 года в Москве.
В 1969 году окончил факультет общей и прикладной физики Московского физико-технического института.
С 1969 года работал в Институте физических проблем имени П. Л. Капицы РАН (с 1997 года — главный научный сотрудник).
В 1984 году защитил докторскую диссертацию, тема: «Морфология квантовых кристаллов».
В 1997 году избран членом-корреспондентом РАН.
Область научных интересов: физика низких температур, сверхпроводимость, техника физического эксперимента. Работы по экспериментальному исследованию взаимодействия гелия с твердой стенкой, определению характера этого взаимодействия в рамках теории Ван-дер-Ваальса и количественному определению его параметров.
Обнаружил волны плавления-кристаллизации в гелии и явление квантовой кристаллизации (совместно с А. Я. Паршиным).
Вёл преподавательскую деятельность в должности профессора кафедры физики низких температур и сверхпроводимости физического факультета МГУ.
Тяжело переживал из-за смерти жены, умершей в феврале 2022 года. Покончил с собой 21 марта 2022 года в Москве, выбросившись из окна своей квартиры. Труп 76-летнего член-корреспондента РАН был обнаружен в понедельник днем на Новочерёмушкинской улице возле его дома. Похоронен на Даниловском кладбище (участок 39).

## Награды
- Ленинская премия (в составе группы, за 1986 год) — за цикл работ «Туннельный перенос вещества и квантовая кристаллизация» (1972—1984)[1]